# Lagynochthonius guasirih
Espèce
Synonymes
- Tyrannochthonius guasirih Mahnert, 1988

Lagynochthonius guasirih est une espèce de pseudoscorpions de la famille des Chthoniidae.

## Distribution
Cette espèce est endémique du Sarawak en Malaisie. Elle se rencontre dans les grottes Gua Sirih et Gua Pari Pari.

## Description
La carapace du mâle holotype mesure 0,46 mm de long sur 0,42 mm.

## Étymologie
Son nom d'espèce lui a été donné en référence au lieu de sa découverte, la grotte Gua Sirih.

## Publication originale
- Mahnert, 1988 : Une nouvelle espèce du genre Tyrannochthonius (Lagynochthonius) (Pseudoscorpiones, Chthoniidae) des grottes de Sarawak (Malaysia). Archives des Sciences (Geneva), vol. 41, no 3, p. 383-386.